# 湖池屋
株式会社湖池屋（こいけや、英: KOIKE-YA Inc.）は、スナック菓子を中心とする商品の製造・販売を行っている日本の菓子メーカーである。日清食品ホールディングスの連結子会社。
本社は東京都板橋区成増五丁目に所在する（敷地は埼玉県和光市にもまたがっている）。同じ板橋区に本社を置いていた山芳製菓と並ぶ東京都城北地区に本拠を置くスナック菓子メーカーの一つである。スナック菓子を主力商品とする菓子メーカーの中では初の株式上場企業である。
日本で初めてポテトチップスの量産化に成功した会社として知られる。ポテトチップスは後発のカルビーに次いで業界シェア第2位である。
2016年10月に、グループの持株会社であった株式会社フレンテが、株式会社湖池屋（初代）を含む事業会社3社を吸収合併して、株式会社湖池屋（2代）に商号変更した。
ブランドステートメントは「イケイケ! GOGO! 湖池屋」。

## 社名の由来
創業者である小池和夫（1927年 - 2009年）の出身地である長野県諏訪市にある諏訪湖のように会社も大きくさせたいという理由で、「小池」の小を湖に変え、湖池屋とした。

## 沿革

### 初代
- 1958年（昭和33年） - （初代）株式会社湖池屋を設立。
- 1962年（昭和37年） - 日本で初めて本格的にポテトチップスの量産化に成功[1]。「湖池屋ポテトチップス」発売。それまで小規模にしか流通していなかったポテトチップスを一般消費者に普及させるきっかけをつくった[2]。以来、半世紀以上に渡って売れ続けるロングセラー商品となる。
- 1964年（昭和39年） - 東京都板橋区成増に移転。
- 1970年（昭和45年） - 埼玉県加須市に加須工場設立（現・関東工場）。
- 1973年（昭和48年） - 「ポテトシューストリング」発売。
- 1984年（昭和59年） - 「カラムーチョ」発売。
- 1986年（昭和61年） - 京都府船井郡園部町（現・南丹市）に京都工場設立。
- 1987年（昭和62年） - 「スコーン」発売。
- 1990年（平成2年） - 「ポリンキー」発売。
- 1994年（平成6年） - 「ドンタコス」「オーチップス」発売。
- 2001年（平成13年） - 株式交換によりフレンテ株式会社（初代、現在の株式会社湖池屋）の100%子会社となる。
- 2004年（平成16年） - 持株会社の株式会社フレンテがジャスダックに株式上場（証券コード：2226）。スナック菓子業界では初の株式上場。
- 2007年（平成19年） - 「わいも!」発売。（一部地域限定）
- 2012年（平成24年） - 「コイケヤポテトチップス プレミアム トリュフ香る塩味」を2月6日に発売。コンビニでは1月30日に発売。
- 2012年（平成24年） - 日清食品株式会社とコラボレーションして「チキンラーメンチップス」を3月5日に発売。4月9日には、「チキンラーメンスティック」が発売。

### 2代
- 1977年（昭和52年）1月 - 株式会社メリカ・フーズとして設立。
- 1990年（平成2年）4月 - 株式会社ケイコウ・フーズに商号変更。
- 1995年（平成7年）11月 - フレンテ株式会社（初代）に商号変更。
- 2001年（平成13年）7月 - 株式交換により株式会社湖池屋（初代）を100%子会社にする。
- 2002年（平成14年）6月 - 株式会社フレンテホールディングスに商号変更のうえ、菓子製販部門を新設のフレンテ株式会社（2代）に分離して持株会社化。
- 2003年（平成15年）11月 - 株式会社フレンテに商号変更（フレンテ株式会社（2代）は株式会社フレンテ・インターナショナルに商号変更）。
- 2004年（平成16年）6月 - 日本証券業協会（現在のJASDAQ）に株式を店頭登録。
- 2009年（平成21年）12月 - 北海道空知郡南富良野町に、ふらの農業協同組合（JAふらの）との業務提携により新工場シレラ富良野を設立。
- 2011年（平成23年）5月 - 日清食品ホールディングスと資本業務提携。
- 2016年（平成28年）
  - 10月1日 - 子会社の株式会社湖池屋、株式会社フレンテ・インターナショナル、株式会社アシストを吸収合併し、株式会社湖池屋（2代）に商号変更[3]。
  - 11月30日 - CIロゴマークを「コイケヤ」から「湖」をモチーフにしたものに刷新し、同日より使用を開始[4][注釈 2]。
- 2017年（平成29年）2月6日 - 新ロゴマーク導入第1号商品「KOIKEYA PRIDE POTATO」発売。
- 2018年（平成30年）1月23日 - 「KOIKEYA PRIDE POTATO」1周年を記念して、日本各地の伝統的な調味料（塩・醤油など）を使ったポテト製品を展開する「湖池屋 JAPAN PRIDE プロジェクト」発表[5]。
- 2019年（令和元年）5月30日 - 公式Twitter上にて「SUPERスコーン」を「Supraスコーン」と誤記し、同名の車種をラインナップに有するTOYOTA GAZOO Racingがこの誤植に反応した[注釈 3] ことで、二社間でのコラボレーションキャンペーンが行われた[6]。
- 2020年（令和2年）
  - 2月10日 - 「KOIKEYA PRIDE POTATO」を「湖池屋プライドポテト」へ刷新[7]。
  - 10月26日 - 「ピンキー」が機能性表示食品の「Pinky FRESH（ピンキーフレッシュ）」として復活。
  - 11月16日 - 「カラムーチョ」「すっぱムーチョ」などの「ムーチョ」シリーズを15年ぶりにリニューアル[8]。
  - 11月27日 - 日清食品ホールディングスが株式の追加取得を実施したと同時に、日清食品ホールディングスの連結子会社となる[9][10]。
- 2021年（令和3年）
  - 6月4日 - オンラインショップ限定品の「乳酸菌LS1」を「Pinky FRESH」に改名・統合してリニューアル。
  - 7月 - 熊本県上益城郡益城町に、九州阿蘇工場設立[11]。
  - 9月13日 - 「KOIKEYA Theのり塩」「KOIKEYA The麹塩」発売。
- 2022年（令和4年）2月14日 - 「湖池屋プライドポテト」が発売5周年を機に、「国産品質」をパッケージの前面に掲げるなどのリニューアル。
  - 3月7日 - 「スコーン」を全面刷新。
  - 4月4日 - 「ドンタコス」をリニューアル。
  - 5月30日 - 「KOIKEYA The海老」発売（コンビニエンスストア・オンラインショップ先行、量販店への発売は同年6月27日より）
  - 8月1日 - 「ポリンキー」をパッケージリニューアル。
- 2023年（令和5年）3月27日 - 「湖池屋ポテトチップス」をリニューアル。「うすしお味」と「リッチコンソメ」は味わいの変更が行われ、「じゃがいもと塩」・「金のコンソメ」に改名。

## 事業所

### 営業拠点
本社・首都圏第1支店・北関東信越支店・広域量販営業部・広域CVS営業部
東京都板橋区成増5-9-7
「CVS」とはコンビニエンスストアのこと。
北海道支店
札幌市北区北6条西1丁目4-2 ファーストプラザビル5階
東北支店
仙台市若林区荒井7-38-1
首都圏第2支店
横浜市青葉区桂台1-2-9
中部支店
名古屋市名東区豊が丘3010 KNビル豊が丘2階
大阪支店
大阪市淀川区西中島4-1-1 日清食品大阪本社ビル9階
中四国支店
岡山市北区野田3-13‐5 パークサイドメイユー南ビル
九州支店
福岡市博多区吉塚8-5-75 初村第一倉庫(株)初光流通センター4階

### 工場
※括弧内は製造所固有記号
関東工場（+S）
埼玉県加須市久下1615
関東第二工場（+Z）
埼玉県加須市花崎5丁目4
関東第三工場（+T）
埼玉県加須市下高柳1960-4
京都工場（+K）
京都府南丹市園部町千妻マカリ1-1
九州阿蘇工場（+M）
熊本県上益城郡益城町宮園1024
シレラ富良野工場（+R）（協力工場）
北海道空知郡南富良野町字幾寅675

## 主な商品

### 商品概要
「ポテトチップス」が主力商品。湖池屋が製造したポテトチップスでは「のり塩」が一番多く売れている。他に「カラムーチョ」や「ポリンキー」、「スコーン」といったユニークな名称のスナック菓子を製造・販売している。スナック菓子以外では、タブレット菓子の「ピンキー」「乳酸菌LS1」を製造・販売する。
- The KOIKEYA
- 湖池屋プライドポテト（2020年2月10日発売。2017年2月6日に発売した「KOIKEYA PRIDE POTATO」を刷新[7]）
- PURE POTATO
- 湖池屋ストロング
- 湖池屋ポテトチップス
- カラムーチョ
- すっぱムーチョ
- 濃いじゃが
- スコーン
- ドンタコス
- ポリンキー
- BECORN（ベーコーン）
- Pinky FRESH（ピンキーフレッシュ）【機能性表示食品】
- 乳酸菌LS1

### 過去に発売された商品
- チビノワ
- トップル
- サラダレディ
- ラティス
- ぽてち（1992年。西日本限定）
- チョビッツ（2002年（平成14年）。名前の由来は「ちょこっと」と英語の「bits」を組み合わせた造語。漫画作品の『ちょびっツ』とは無関係）
- 金じゃが（東京限定）
- ドンドンカラカラチップス
- ジャガッツ
- 湖池屋ハッシュドポテト
- おこめ心地 PURE de RICE
- ピンキー

## キャラクター
湖池屋のスナック菓子は、各商品ごとにキャラクターを起用しているのが特徴である。これらのキャラクターはベルマークにも入っている。なお、同社のテレビCMは、1990年代以降は主に佐藤雅彦が企画及びCMソングの作詞・作曲を手掛けている。
- ムッシュ・コイケヤ（湖池屋ポテトチップス）
- ヒーおばあちゃん（カラムーチョ）
- ヒーヒーおばあちゃん（すっぱムーチョ）
- スリーポリンキーズ（ポリンキー）
- ドンタコスおじさん（ドンタコス）
- ハラペコング（スコーン）
- じゃがいもの精（PURE POTATO）
- ピンキーモンキー（Pinky FRESH）

## CM出演
現在
- 横浜流星 - PURE POTATO じゃがいも心地
- 相葉雅紀 - KOIKEYA Theシリーズ、プライドポテト、濃いじゃが・KOIKEYA FARM
- 中島健人 - スコーン、プライドポテト
- 新木優子 - プライドポテト、ランチパイ
- 山﨑賢人 - プライドポテト
- 平泉成・永尾柚乃 - ポテトチップス
- 三吉彩花 - STRONG
- 呂布カルマ - カラムーチョクラッシュ（Web CM）
- 速水奨 - ポリンキー（声のみ）

過去
- 鈴木ヒロミツ - ポテトチップス
- 石立鉄男 - ポテトチップス
- チョーさんとドン（1980年中期）
- 小堺一機 - スコーン（1980年代末期）
- 芦田愛菜 - カラムーチョ
- 金田一秀穂 - 同
- 池田清彦 - 同
- 阿部サダヲ - ポテトチップス
- 中嶋朋子 - 森下能幸 - 松金よね子 - 二階堂ふみ - 西田敏行 - 同（阿部と共演）
- ひとみおばあちゃん（志村けん） - ムーチョシリーズ
- 鈴木瑛美子 - KOIKEYA PRIDE POTATO[12]
- 音尾琢真 - KOIKEYA PRIDE POTATO
- 田村優 - プライドポテト[13]
- 汐谷友希 - プライドポテト[14]
- 永野芽郁 - プライドポテト
- 峯岸みなみ - STRONG
- ひょっこりはん - STRONG
- かまいたち - ポテトと料理
- 水川あさみ - PURE POTETO じゃがいも心地・STRONG
- 光石研 - PURE POTETO じゃがいも心地

## テレビ番組
- 日経スペシャル カンブリア宮殿 業界トップを追いかけない! 新市場を切り拓く 新生・湖池屋の挑戦（2019年10月3日、テレビ東京）- 湖池屋 社長 佐藤章出演[15]。

## 関連会社
- Koikeya Vietnam Co.,Ltd.
- 台湾湖池屋股份有限公司
- 日清湖池屋（中国・香港）有限公司